# Gerry Hambling
Gerry Hambling (14 de junio de 1926-5 de febrero de 2013) fue un editor de cine británico, que trabajó en una cincuentena de película. También trabajó como editor de sonido y editor de televisión. Tres de sus trabajos, The Commitments (1991), Arde Mississippi (1988) y El expreso de medianoche (1978), fueron distinguidos con el Premio BAFTA al mejor montaje.
En 1976, Hambling comenzó su colaboración con Alan Parker que se extendió durante toda la filmografía del director. De hecho, los tres premios BAFTA fueron por sus trabajos con Parker. Chris Routledge describe su relación de la siguiente manera:

La colaboración con Parker ha variado ampliamente, desde el musical Bugsy Malone, pasando por la parcialmente animada Pink Floyd The Wall, hasta el sombrío Angel Heart y la extraña historia de The Road to Welville. Han tenido un éxito particular con los musicales, el talento de Hambling para crear la ilusión de movimiento resulta útil donde las actuaciones musicales aparecen en películas como The Commitments, que Lawrence O'Toole llamó "un gran baño para los globos oculares". Tal vez debido a su experiencia en publicidad, las imágenes ingeniosas y llamativas de Parker se combinan bien con el sentido intuitivo del ritmo y el ritmo de Hambling, por ejemplo, en la por lo demás problemática Fama, y en la muy rezagada, pero mal recibida Evita.
Chris Routledge

Aparte de los tres BAFTA ganados, Hambling fue nominado en tres films más (Fame, Another Country, y Evita) y seis de sus trabajos fueron nomoinados al Óscar al mejor montaje (Midnight Express, Fame, Mississippi Burning, The Commitments, In the Name of the Father y Evita). Hambling fue elegido miembro del Editores de Cine de Estados Unidos. Mississippi Burning recibió el Premio ACE Eddie, y en 1998 Hambling fue distinguido con el Premio a toda una carrera por parte de los Editores de Cine de Estados Unidos.

## Filmografía
Cine
| Año  | Título en español            | Título original           | Director        |
| ---- | ---------------------------- | ------------------------- | --------------- |
| 1956 | Dry Rot                      |                           | Maurice Elvey   |
| 1958 | Toda la verdad               | The Whole Truth           | John Guillermin |
| 1958 | Sally's Irish Rogue          |                           | George Pollock  |
| 1959 | Izquierda, derecha y centro  | Left Right and Centre     | Sidney Gilliat  |
| 1960 | Zafarrancho en la marina     | The Bulldog Breed         | Robert Asher    |
| 1961 | The Kitchen                  |                           | James Hill      |
| 1962 | She'll Have to Go            |                           | Robert Asher    |
| 1963 | A Stitch in Time             |                           | Robert Asher    |
| 1965 | Pájaro mañanero              | The Early Bird            | Robert Asher    |
| 1965 | El rey de los agentes 00     | The Intelligence Men      | Robert Asher    |
| 1966 | Reportero a la fuerza        | Press for Time            | Robert Asher    |
| 1966 | Playas de la Riviera         | That Riviera Touch        |                 |
| 1967 | La revolución de las mujeres | The Magnificent Two       | Cliff Owen      |
| 1969 | The Adding Machine           |                           | Jerome Epstein  |
| 1970 | The Adding Machine           |                           | Jerome Epstein  |
| 1970 | El testamento                | Some Will, Some Won't     | Wood            |
| 1976 | Bugsy Malone                 |                           | Alan Parker     |
| 1977 | The Brute                    |                           | O'Hara          |
| 1978 | El expreso de medianoche     | Midnight Express '        | Alan Parker     |
| 1980 | Fame                         |                           | Alan Parker     |
| 1981 | La huella de la noche        | Heartaches                | Donald Shebib   |
| 1981 | Pink Floyd – The Wall        | Pink Floyd – The Wall     | Alan Parker     |
| 1981 | Después del amor             | Shoot the Moon            | Alan Parker     |
| 1984 | Otro país                    | Another Country           | Marek Kanievska |
| 1984 | Birdy                        |                           | Alan Parker     |
| 1985 | Tres para una boda           | Invitation to the Wedding | Joseph Brooks   |
| 1986 | Principiantes                | Absolute Beginners        | Julien Temple   |
| 1987 | El corazón del ángel         | Angel Heart               | Alan Parker     |
| 1987 | Un espía super guay          | Leonard Part 6            | Paul Weiland    |
| 1988 | Arde Mississippi             | Mississippi Burning       | Alan Parker     |
| 1989 | Fragments of Isabella        |                           | Ronan O'Leary   |
| 1990 | Bienvenido al paraíso        | Come See the Paradise     | Alan Parker     |
| 1991 | The Commitments              |                           | Alan Parker     |
| 1992 | La ciudad de la alegría      | La Cité de la joie        | Joffé           |
| 1993 | En el nombre del padre       | In the Name of the Father | Jim Sheridan    |
| 1994 | El balneario de Battle Creek | The Road to Wellville     | Alan Parker     |
| 1996 | Evita                        |                           | Alan Parker     |
| 1996 | Tormenta blanca              | White Squall              | Ridley Scott    |
| 1997 | The Boxer                    |                           | Jim Sheridan    |
| 1998 | Pasiones rotas               | Talk of Angels            | Nick Hamm       |
| 1998 | Las cenizas de Ángela        | Angela's Ashes            | Alan Parker     |
| 2002 | Mrs Caldicot's Cabbage War   |                           | Ian Sharp       |
| 2003 | La vida de David Gale        | The Life of David Gale    | Alan Parker     |

## Premios y nominaciones
Premios Óscar
| Año  | Categoría     | Película                 | Resultado |
| ---- | ------------- | ------------------------ | --------- |
| 1979 | Mejor montaje | El expreso de medianoche | Nominado  |
| 1981 | Mejor montaje | Fame                     | Nominado  |
| 1989 | Mejor montaje | Mississippi Burning      | Nominado  |
| 1992 | Mejor montaje | The Commitments          | Nominado  |
| 1994 | Mejor montaje | En el nombre del padre   | Nominado  |
| 1997 | Mejor montaje | Evita                    | Nominado  |